# Костенко, Валентин Григорьевич
Валентин Григорьевич Костенко (16 июля 1895, Уразово, Слобожанщина — 14 июля 1960, Харьков) — советский украинский оперный композитор, музыковед, музыкальный критик.

## Биография
Родился 16 (28) июля 1895 года в слободе Уразово Валуйского уезда Воронежской губернии. Его отец был регентом в сельской церкви.
В 1905—1914 годах обучался и пел в Петербургской Придворной певческой капелле. В 1921 году окончил Петроградскую консерваторию по классу композиции Н. А. Соколова и с 1922 года стал преподавать в Харьковском музыкальном техникуме. В 1927—1932 годах состоял членом Ассоциации революционных композиторов Украины. В 1934 году был обвинён в «буржуазном национализме».
В 1950 году Костенко обвинили в сотрудничестве с немецкими властями в Харькове в период 1941—1943 годов. В то время он заведовал отделом искусств городской управы и руководил деятельностью харьковских учреждений искусств (музыкальных школ, консерватории, театров, исторического архива, музея и других). Был приговорён к 25 годам лагерей; в 1956 году был амнистирован. 
Умер 14 июля 1960 года в Харькове.

## Творчество
- опера Кармелюк (Одесса, 1930)
- Романтическая симфония 1917 год для симфонического оркестра (1928)

В соавторстве с И. Овадисом написал музыку к кинофильму «Каховский плацдарм» (1933). Также им  было написано: Украинская тема с вариациями (1930); Казачок (1933); Этюд для фортепиано (1930); Этюд-импрессия (1930), Этюд-экспрессия (1930); Дума про казака Степана (сл. Т. Шевченко, 1928), Лена (сл. Д. Бедного, 1930), Киев вечерний (сл. Л. Татаренко, 1958), Фестивальный вальс (сл. И. Кутеня, 1958), Буковинка (сл. И. Кутеня, 1959), Песня девушки (сл. Н. Злотникова, 1960); мелодекламация с хором или с голосом и фортепиано «Твое имя…» (сл. И. Микитенко, 1928). Также им написаны хоры: Красный подарок 1905 году (сл. О. Донченко, 1925), хор из оперы «Карпаты» (1935), Фестивальная дорожная (сл. П. Гаврюка, 1956), Матросский вальс (сл. И. Шамова, 1957), Киевлянка черноокая (сл. О. Марунич, 1959).